# Jakob Friedrich
Jakob Friedrich (in amtlichen Dokumenten Jakob Friedrich II.) (* 12. Februar 1861 in Nordheim; † 4. Juli 1914 in Groß-Rohrheim) war ein hessischer Politiker (HBB) und ehemaliger Abgeordneter der 2. Kammer der Landstände des Großherzogtums Hessen.
Jakob Friedrich war der Sohn des Bauern Johannes Friedrich und dessen Frau Kathrina Barbara, geborene Maurer. Friedrich, der evangelischen Glaubens war, war Landwirt in Groß-Rohrheim und mit Luise geb. Rohn verheiratet.
Von 1911 bis 1914 gehörte er der Zweiten Kammer der Landstände an. Er wurde für den Wahlbezirk Starkenburg 2/Gernsheim-Pfungstadt gewählt. Er war Mitglied der Landwirtschaftskammer.